# Le Symbolisme de la Croix
Le Symbolisme de la Croix est un livre de René Guénon paru en 1931. Le Symbolisme de la Croix reprend les notions doctrinales de L'Homme et son devenir selon le Vêdânta en l'associant à une théorie du symbole, centrée ici sur le symbolisme de la croix. D'après Guénon, la croix est, en effet, le symbole de l'être délivré dont il était question à la fin de L'homme et son devenir selon le Vêdânta (jîvan-mukta) qui est désigné sous le nom de « l'homme universel » dans le soufisme. C'est en raison de cette signification symbolique que le Christ est mort sur la croix. Guénon développe de nombreux aspects de ce symbolisme en faisant appel à plusieurs traditions spirituelles.

## Contenu

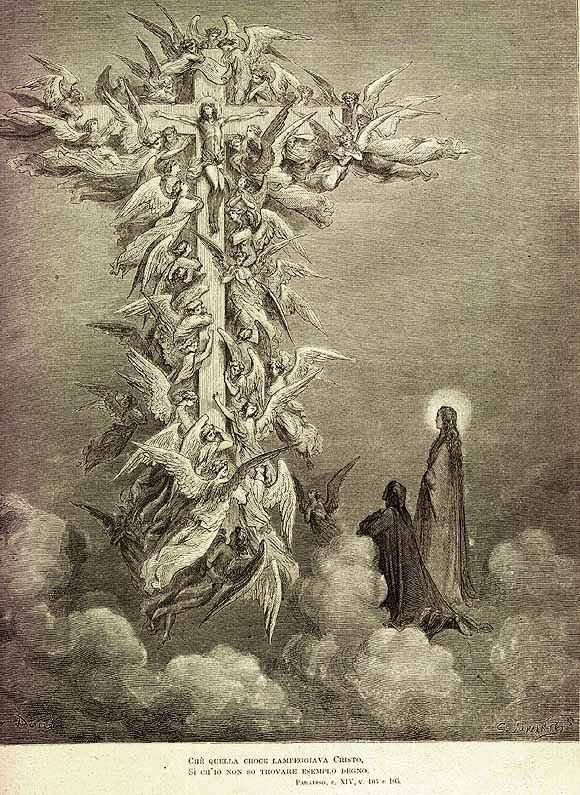
Dante et Béatrice contemplant la croix du Christ. D'après Guénon, Dante fut un initié et les différentes étapes de la Divine comédie représentent les étapes du chemin initiatique.

Le Symbolisme de la Croix est, avec L'Homme et son devenir selon le Vêdânta et Les États multiples de l'être, l'un des trois livres les plus importants de René Guénon,,. L'ouvrage reprend les notions doctrinales de L'Homme et son devenir selon le Vêdânta uni au langage symbolique, centré ici sur le symbolisme de la croix.
Après avoir longuement expliqué la différence entre synthèse et syncrétisme,, Guénon explique que la métaphysique se réfère à l’inexprimable et s'exprime avant tout en mode symbolique. Alors que le langage ordinaire est essentiellement analytique, discursif et fait appel à la raison, le symbolisme est essentiellement synthétique et permet d'aborder ce qui est « supra-rationnel » et fait appel à l'intuition intellectuelle,. Cette dernière n'est pas une « intuition inférieure » mais ouvre, au contraire, sur des modes de connaissance véritablement illimités.
Pour Guénon, le symbolisme a son fondement dans la nature des choses et une origine non humaine. La « science sacrée » des symboles se retrouve, d'après Guénon, dans toutes les traditions spirituelles, certains symboles, de par leur nature même, ont des significations similaires dans des traditions très différentes. C'est le cas du signe de la croix qui symbolise la réalisation de l'être délivré dont il était question à la fin de L'homme et son devenir selon le Vêdânta  (jîvan-mukta). Cet être est désigné sous le nom de « l'Homme universel » dans le soufisme,. Plus précisément, la croix symbolise la réalisation de cet être délivré en communion avec la totalité des états de l’être harmonieusement hiérarchisés dans le sens de « l'ampleur »(axe horizontal de la croix) et dans le sens de « l'exaltation » (axe vertical de la croix). C'est en raison de cette signification symbolique que le Christ est mort sur la croix sans que cela ne diminue en rien sa signification historique. Pour Guénon, tous les évènements de la vie du Christ ont une signification historique et sont, en même temps, des symboles renvoyant à une signification métaphysique.
Guénon fait alors appel à des traditions spirituelles très diverses (islam, hindouisme, taoïsme, Kabbale, christianisme, etc.) pour développer de nombreux aspects du symbolisme de la croix. Par exemple, le centre de la croix (et plus généralement la croix elle-même) symbolise l'état où se résolvent toutes les oppositions et les contradictions. La croix renvoie aux dimensions de l’espace et aux possibilités de développement de l’individu humain. Les six directions de l’espace se synthétisent dans la septième direction invisible contenue dans le centre qui est le principe du temps et de l’espace d’où est proférée la parole Divine.

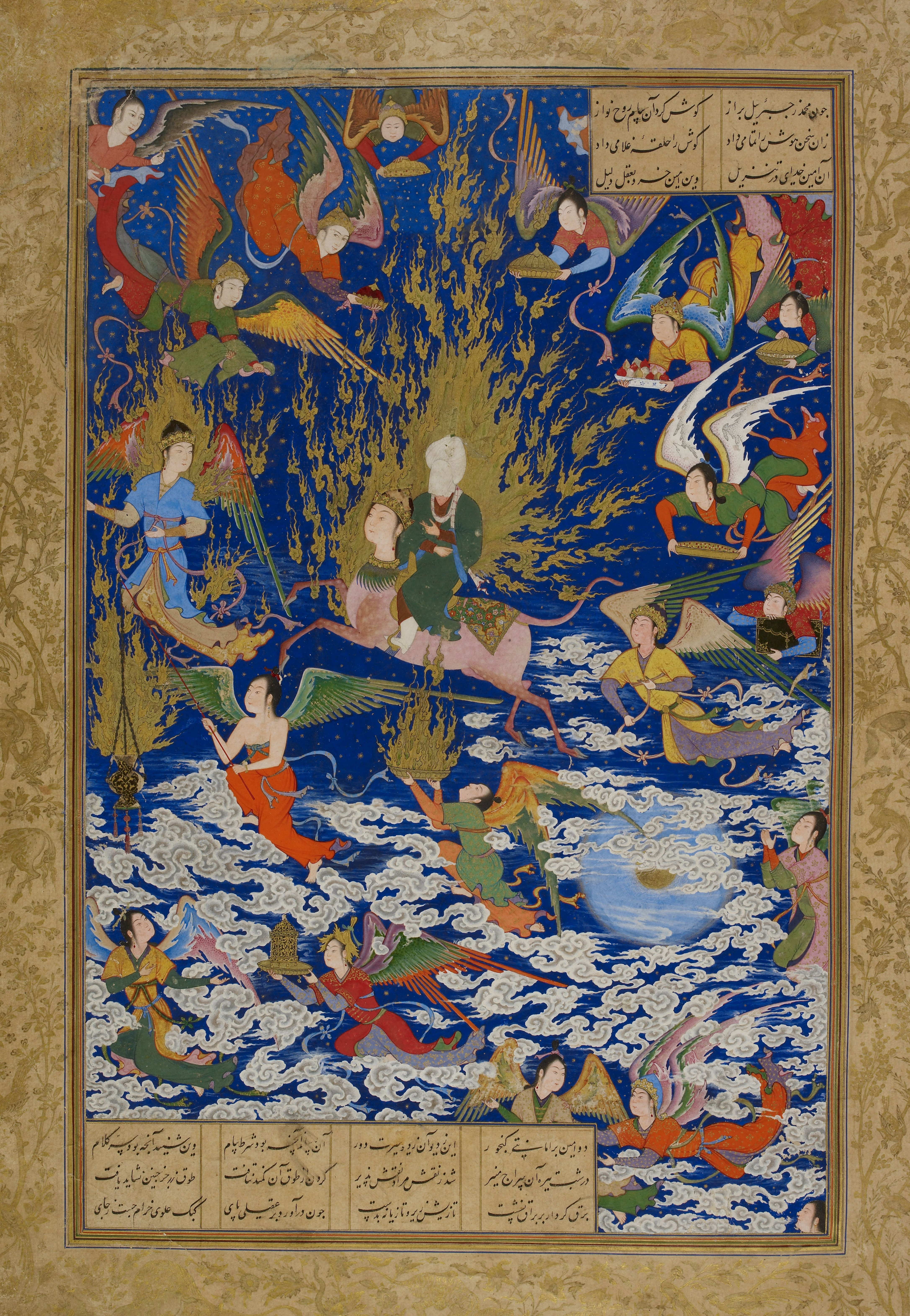
Une miniature persane du XVIe siècle célébrant l'ascension de Mahomet aux cieux. Le « Voyage Nocturne » (Isra) du prophète Mahomet de La Mecque à Jérusalem symbolise l'intégration de l'état humain symbolisé par l'axe horizontal et l'accès au centre de l'être (centre de la croix). L'ascension aux cieux du prophète depuis Jérusalem (Miraj) symbolise la montée sur l'axe vertical de la croix et l'acquisition des états supérieurs de l'être.

Du point de vue humain (microcosmique), la ligne horizontale de la croix symbolise l'état humain (où l'état d'un être si on considère un autre être que l'homme), le centre, son cœur où il peut rentrer en contact avec le Transcendant, la partie supérieure de l'axe verticale, les états supérieurs à l'être humain, la partie inférieure, les états inférieurs à l'être humain (états infernaux par exemple). Le centre représente ce qui est désigné par l'« état édénique » dans l'Ancien Testament ou la « station divine » où l'on obtient la « grande paix » dans l'islam,. Le chemin spirituel correspond, dans un premier temps, au voyage sur l'axe horizontal vers le centre et par intégration de l'ensemble de l'état humain. Cette intégration  correspond à l'« ampleur » dans le développement de l'Homme universel et est liée à l'extension intégrale de l'individualité. Cette étape est symbolisée par le « voyage nocturne » (Isra) du prophète Mahomet de La Mecque à Jérusalem dans l'islam. La seconde étape correspond à l’ascension sur l’axe vertical de La croix et à l'« exaltation »   dans le développement de l'homme universel qui est liée à l'acquisition des états supérieurs de l'être. Cette seconde étape est symbolisée par l'ascension vers le ciel du prophète depuis Jérusalem (Miraj).
Du point de vue cosmologique (macrocosmique), l'axe horizontal représente le principe passif, substantiel, féminin:  prakriti dans le Sāṃkhya, symbolisé par « les eaux primordiales » en particulier au début de la Genèse,. L'axe vertical représente, au contraire, le principe actif, masculin, « l'activité non-agissante » de la « volonté du ciel », Purusha dans le Sāṃkhya,: c'est « l'esprit divin porté sur la surface des eaux » au début de la Genèse. L'axe vertical est l'« axe du monde » reliant le ciel et la terre, assurant la continuité, l'unité et la possibilité de passage entre tous les mondes et états d'êtres. L'axe vertical est lié au rayon céleste provenant du soleil divin qui relie tous les êtres et tous les mondes entre eux, c'est le principe désigné par Buddhi dans l'hindouisme et qui guide l'homme à travers son évolution spirituelle. La croix, dans son ensemble, symbolise l'ensemble de tous les contraires et en particulier l'union de ces principes cosmiques féminins et masculins symbolisée par le yin et le yang dans le taoïsme et par l'androgyne primordial dans toutes les traditions, d'après Guénon, représentés sous une forme sphérique car c'est la forme la moins différenciée de toute.
La croix est aussi symbolisée par l'arbre du Monde : la ligne verticale de la croix constitue le tronc et la ligne horizontale en forme les branches. L'arbre représente aussi l'axe du monde, c'est « l'arbre de la Vie » au milieu du paradis terrestre. Il symbolise le sens de l'unité et de l'éternité, au contraire de « l'arbre de la science du bien et du mal » source de la chute car symbole de la connaissance dualiste, fractionnée. L'arbre séphirotique combine les deux arbres car la dualité n'existe pas ultimement, indépendante de l'unité. La chute, liée au fait de manger le fruit de l'arbre de la science du bien et du mal, symbolise la perte de la connaissance supra-rationnelle qui permet de voir l'unité par delà la dualité et la perte du sens de l'éternité qui fait chuter l'homme dans la temporalité. C'est la perte de l'état édénique et l'éloignement du centre sur l'axe horizontal de la croix, symbolisée par le départ d'Adam du paradis. Cette connaissance supra-rationnelle est aussi symbolisée par le troisième œil de Shiva, qui est aussi l'émeraude sur le front de Lucifer, qu'il a justement perdue lors de sa chute et qui a servi à fabriquer le Graal qui a contenu le sang du Christ (ce sang comme le cœur du Christ symbolise par excellence la connaissance du Divin dans le Christianisme) et qu'il faut regagner pour retrouver la connaissance transcendante.
Guénon explique la signification de nombreux symboles associés à la croix: les directions de l'espace, la guerre et la paix, le swastika, le buisson ardent, le centre et la circonférence, etc. Il développe aussi toute une représentation géométrique de la continuité entre tous le états de l'être et de tous les mondes,,.
Le soufisme semble jouer un rôle particulièrement important dans l'origine du livre et son contenu. Le livre commence par la dédicace suivante:
« 
À la mémoire vénérée de Esh-Sheikh Abder-Rahmân Elîsh El-Kebir, El-Alim, El-Malki, El-Maghribi à qui est due la première idée de ce livre. Meçr El-Qâhirah 1329-1349 H.
 »
Le Sheikh Abder-Rahman Elish El-Kebir fut le maître de la lignée soufie shâdhilite, une branche de l’organisation initiatique (tarîqa) fondée au XIIIe siècle (VIIe siècle de l'Hégire) par le sheikh Abû-l-Hasan ash-Shâdhilî, lignée à laquelle appartenait Guénon.

## Réception
La dédicace fit réaliser aux collaborateurs de Guénon qu'il était rattaché à l'islam depuis longtemps, ce qu'ils ne savaient pas.
Noëlle Maurice-Denis, la fille du peintre Maurice Denis, bien qu'admirative, a reproché au livre « d'être un livre musulman , ».
En raison du sujet, la parution du livre fit l'objet de nombreuses critiques d'auteurs catholiques l'accusant de panthéisme et de nier la différence du christianisme d'avec les autres traditions et de nier le mystère du Christ. Guénon déclara que ces critiques étaient « parfaitement nulles » et que « la Vérité est trop haute pour eux  ».
L'auteur traditionaliste Jean Vaquié a écrit une critique du livre, bien après la mort de Guénon, accusant ce dernier d'avoir remplacé le Christ par un démon androgyne au centre de la croix et de se faire l'apôtre d'une tradition babélienne satanique s'opposant à la « vraie révélation » judéo-chrétienne.